# Universo
O Universo é tudo o que existe fisicamente, a soma do espaço e do tempo e as mais variadas formas de matéria, como planetas, estrelas, galáxias e os componentes do espaço intergaláctico. O termo Universo pode ser usado em sentidos contextuais ligeiramente diferentes, denotando conceitos como o cosmo, o mundo ou a natureza. O universo observável tem de raio cerca de 46 bilhões de anos-luz. A observação científica do Universo levou a inferências de suas fases anteriores. Estas observações sugerem que o Universo é governado pelas mesmas leis físicas e constantes durante a maior parte de sua extensão e história. A teoria do Big Bang é o modelo cosmológico prevalente que descreve como o Universo evoluiu desde os primeiros 10−44 segundos (Tempo de Planck) até hoje. Observações de supernovas têm mostrado que o Universo está se expandindo a uma velocidade acelerada.
Os valores anteriores para o número de galáxias no Universo giravam em, aproximadamente, cem bilhões de galáxias. Mas em outubro de 2016 dados reunidos em duas décadas de imagens colhidas pelo Hubble mostraram que o número de galáxias gira em torno de 20 vezes mais, saltando para 2 trilhões de galáxias, aproximadamente. Os espaços vazios do Universo podem estar repletos de matéria escura, de natureza ainda desconhecida. De acordo com o modelo científico vigente, conhecido como Big Bang, o Universo surgiu de um único ponto ou singularidade onde toda a matéria e energia do universo observável encontrava-se concentrada numa fase densa e extremamente quente chamada Era de Planck.
A partir dessa era, o Universo vem-se expandindo, possivelmente em curtos períodos (menos que 10−32 segundos) de inflação cósmica. Diversas medições experimentais independentes apoiam teoricamente tal expansão e a teoria do Big Bang. Esta expansão tem-se acelerado por ação da energia escura, uma força contrária à gravidade que está agindo mais que esta devido ao fato das dimensões do Universo serem grandes o bastante para dissipar a força gravitacional. Porém, graças ao escasso conhecimento a respeito da energia escura, é ainda pequeno o entendimento do fenômeno e sua influência no destino do Universo.
Há alguns anos, a sonda WMAP coletou dados que levaram à determinação da Idade do Universo em 13,73 (± 0,12) bilhões de anos. Entretanto, com base em dados coletados pelo satélite Planck, as interpretações de observações astronômicas indicam que a idade do Universo seria de 13,799 ± 0,021 bilhões de anos, enquanto o diâmetro do universo observável seria de 91 bilhões de anos-luz ou 8,80 ×1026 metros. De acordo com a teoria da relatividade geral, o espaço pode expandir-se a uma velocidade superior à da luz, embora possamos ver somente uma pequena fração da matéria visível do Universo devido à limitação imposta pela velocidade da luz. É incerto se a dimensão do espaço é finita ou infinita. Trezentos mil anos depois do Big Bang, teriam surgido átomos de matéria. As formas de vida teriam aparecido 11,2 bilhões de anos depois.

## Etimologia
A palavra Universo deriva do latim universum. A palavra latina foi usada por Cícero e posteriormente por outros autores com o mesmo sentido que é empregada atualmente. A palavra latina é derivada da contração poética unvorsum — utilizada primeiramente por Lucrécio no Livro IV (linha 262) de seu De rerum natura (Sobre a Natureza das coisas) — que conecta un, uni (a forma combinada de unus, ou "one") com vorsum, versum (um substantivo derivado do particípio passivo perfeito de vertere, que significa "algo rodado, rolado ou mudado").
Uma interpretação alternativa de unvorsum é "tudo girando como um" ou "tudo girando através de um". Nesse sentido, pode ser considerada a tradução de uma palavra para Universo no grego antigo, περιφορα, "algo transportado em um círculo", originalmente utilizada para descrever o percurso de uma refeição, a comida sendo carregada em torno de um círculo de mesas.

## Cronologia

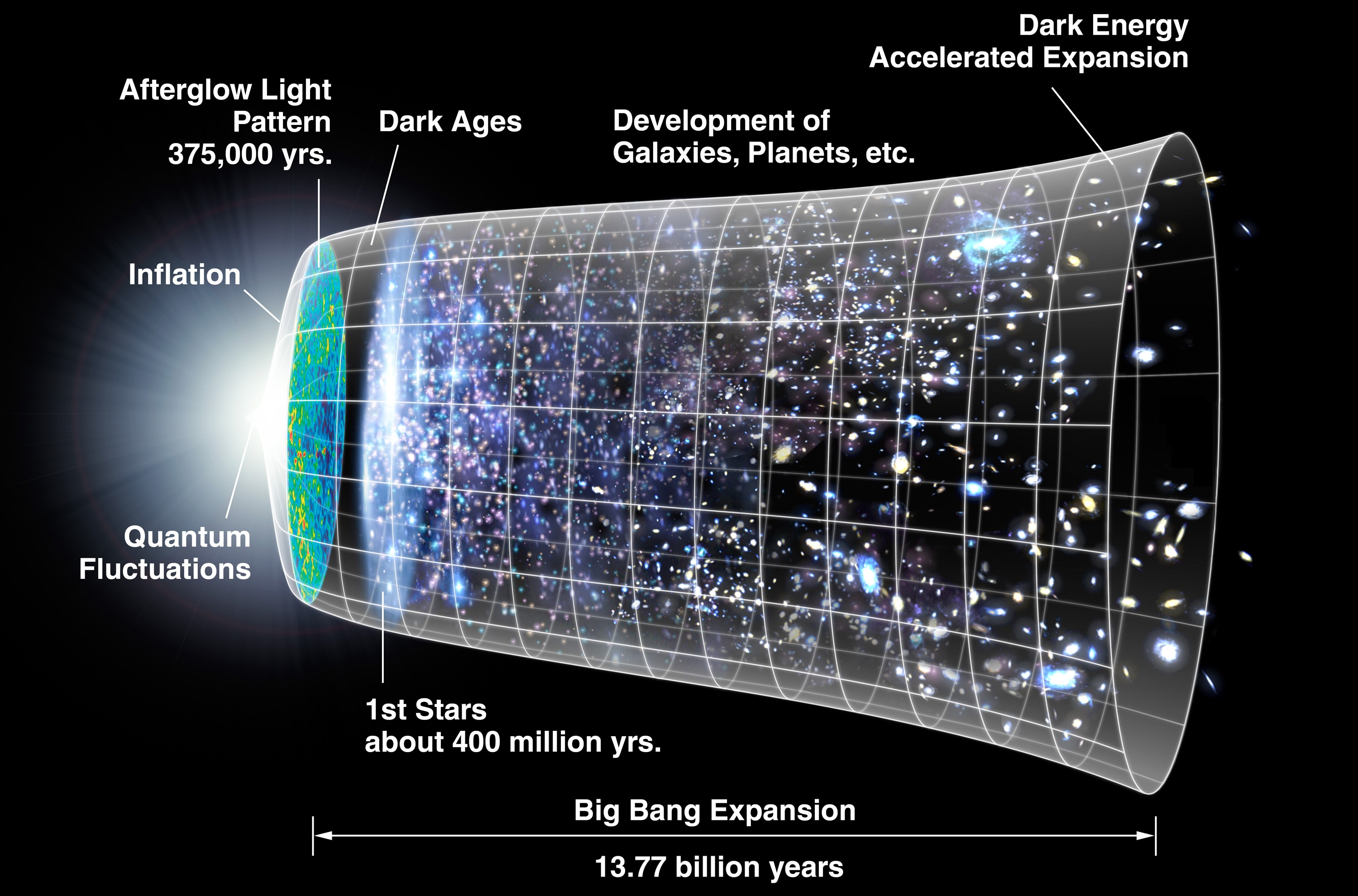
Este é o conceito artístico da expansão do Universo, onde o espaço (incluindo hipotéticas partes não observáveis do Universo) é representado em cada momento, em seções circulares. O esquema é decorado com imagens do satélite WMAP

O modelo prevalecente para a evolução do Universo é a teoria do Big Bang. O modelo do Big Bang afirma que o estado mais antigo do Universo era extremamente quente e denso e que posteriormente se expandiu. O modelo baseia-se na relatividade geral e na simplificação de suposições como a homogeneidade e a isotropia do espaço. Uma versão do modelo com uma constante cosmológica (Lambda) e matéria escura fria, conhecida como modelo Lambda-CDM, é o modelo mais simples que fornece um relato razoavelmente bom de várias observações sobre o Universo. O modelo do Big Bang é responsável por observações como a correlação da distância e o desvio para o vermelho das galáxias, a razão entre o número de átomos de hidrogênio e de hélio e a radiação cósmica de fundo.
O estado quente e denso inicial é chamado de era de Planck, um breve período que se estende do tempo zero a uma unidade de tempo de Planck de aproximadamente 10−43 segundos. Durante a época de Planck, todos os tipos de matéria e todos os tipos de energia estavam concentrados em um estado denso, onde acredita-se que a gravitação tenha sido tão forte quanto as outras forças fundamentais, sendo que todas as forças podem ter sido unificadas. Desde a época de Planck, o Universo vem se expandindo para sua forma atual, possivelmente com um período muito breve de inflação cósmica que fez com que o Universo atingisse um tamanho muito maior em menos de 10-32 segundos.
Depois da época de Planck e da inflação, vieram as épocas de quark, hadron e lépton. Juntas, essas épocas abrangiam menos de dez segundos de tempo após o Big Bang. A abundância observada dos elementos pode ser explicada pela combinação da expansão global do espaço com a física nuclear e atômica. À medida que o Universo se expande, a densidade de energia da radiação eletromagnética diminui mais rapidamente do que a da matéria, porque a energia de um fóton diminui com seu comprimento de onda.
À medida que o Universo se expandia e se esfriava, partículas elementares associavam-se de forma estável a combinações cada vez maiores. Assim, na primeira parte da era dominada pela matéria, formaram-se prótons e nêutrons estáveis, que então formaram núcleos atômicos através de reações nucleares. Este processo, conhecido como nucleossíntese do Big Bang, levou à abundância presente de núcleos mais leves, particularmente hidrogênio, deutério e hélio. A nucleossíntese do Big Bang terminou cerca de vinte minutos após o Big Bang, quando o Universo tinha esfriado o suficiente para que a fusão nuclear não pudesse mais ocorrer. Nesta fase, a matéria no Universo era principalmente um plasma quente e denso de elétrons carregados negativamente, neutrinos neutros e núcleos positivos. Esta era, chamada época fotônica, durou cerca de 380 mil anos.
Eventualmente, em um momento conhecido como recombinação, elétrons e núcleos formaram átomos estáveis, que são transparentes para a maioria dos comprimentos de onda de radiação. Com os fótons dissociados da matéria, o Universo entrou na era dominada pela matéria. A luz desta era podia viajar livremente e pode ainda ser vista no Universo como radiação cósmica de fundo. Depois de cerca de cem milhões de anos, as primeiras estrelas se formaram; estas eram provavelmente muito maciças, luminosas e responsáveis pela reionização do Universo. Não tendo elementos mais pesados que o lítio, essas estrelas também produziram os primeiros elementos pesados através da nucleossíntese estelar. O Universo também contém uma energia misteriosa chamada energia escura, cuja densidade não muda ao longo do tempo. Após cerca de 9,8 bilhões de anos, o Universo se expandiu suficientemente para que a densidade da matéria fosse menor que a densidade da energia escura, marcando o início da atual era dominada pela energia escura. Nesta época, a expansão do Universo está se acelerando devido à energia escura.

## Propriedades
O espaço-tempo do Universo é geralmente interpretado a partir de uma perspectiva euclidiana, onde o espaço é constituído por três dimensões e o tempo consiste de uma dimensão, a "quarta dimensão". Ao combinar espaço e tempo em uma única variedade chamada espaço de Minkowski, os físicos simplificaram várias teorias da física, bem como descreveram de forma mais uniforme o funcionamento do Universo nos níveis supergaláctico e subatômico.
Os eventos do espaço-tempo não são absolutamente definidos espacialmente e temporalmente, mas são conhecidos relativamente ao movimento de um observador.
 O espaço de Minkowski aproxima o Universo sem gravidade; as variedades pseudoriemannianas da relatividade geral descrevem o espaço-tempo com a matéria e a gravidade. A teoria das cordas postula a existência de dimensões adicionais. Das quatro interações fundamentais, a gravitação é dominante em escalas de comprimento cosmológico, incluindo galáxias e estruturas de maior escala. Os efeitos da gravidade são cumulativos; em contraste, os efeitos das cargas positivas e negativas tendem a se anular mutuamente, tornando o eletromagnetismo relativamente insignificante nas escalas de comprimento cosmológico. As duas interações restantes, as forças nucleares fracas e fortes, declinam muito rapidamente com a distância; seus efeitos estão confinados principalmente a escalas de comprimento subatômico.
O Universo parece ter muito mais matéria do que antimatéria, uma assimetria possivelmente relacionada com as observações da violação CP. O Universo também parece não ter Momento linear ou angular. A ausência de carga líquida e impulso resultaria das leis físicas aceitas (lei de Gauss e da não divergência do pseudotensor energia-estresse-momento, respectivamente) se o Universo fosse finito.

### Forma

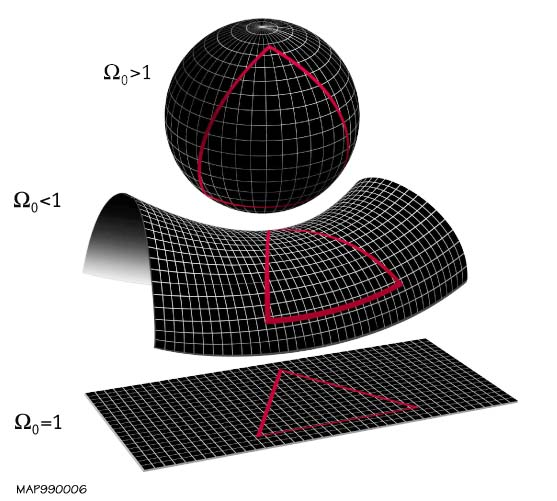
A geometria geral do Universo é determinada pelo parâmetro cosmológico Omega ser menor, igual ou maior que 1. De cima para baixo estão um Universo fechado com curvatura positiva, um Universo hiperbólico com curvatura negativa e um Universo plano com zero curvatura

A relatividade geral descreve o espaço-tempo como curvado e dobrado pela massa e pela energia. A topologia ou geometria do Universo inclui a geometria local no Universo observável e geometria global. Os cosmólogos trabalham frequentemente com uma fatia do espaço-tempo chamada de coordenadas comóveis. A seção do espaço-tempo que pode ser observada é o cone de luz traseiro, que delimita o horizonte cosmológico (também chamado de horizonte de partículas ou de luz), que é a distância máxima a partir da qual as partículas podem ter viajado para o observador na idade do Universo. Este horizonte representa a fronteira entre as regiões observáveis e as não observáveis do Universo. A existência, as propriedades e o significado de um horizonte cosmológico dependem do modelo cosmológico usado.
Um parâmetro importante que determina a evolução futura da teoria do Universo é o parâmetro de densidade, Omega (Ω), definido como a densidade média da matéria do Universo dividida por um valor crítico desta densidade. Isto seleciona uma das três geometrias possíveis dependendo se Ω é igual a, menor ou maior que um. Estes são chamados, respectivamente, de universos planos, abertos e fechados.
Observações, como as obtidas pelo Cosmic Background Explorer (COBE), Wilkinson Microwave Anisotropy Probe (WMAP) e mapas da Planck da radiação cósmica de fundo sugerem que o Universo é infinito em extensão, mas com uma idade finita, como descrito por Friedmann-Lemaître-Robertson-Walker (FLRW). Estes modelos FLRW assim apoiam modelos inflacionários e o modelo padrão da cosmologia, descrevendo um universo plano e homogêneo atualmente dominado pela matéria escura e pela energia escura.

### Tamanho e regiões

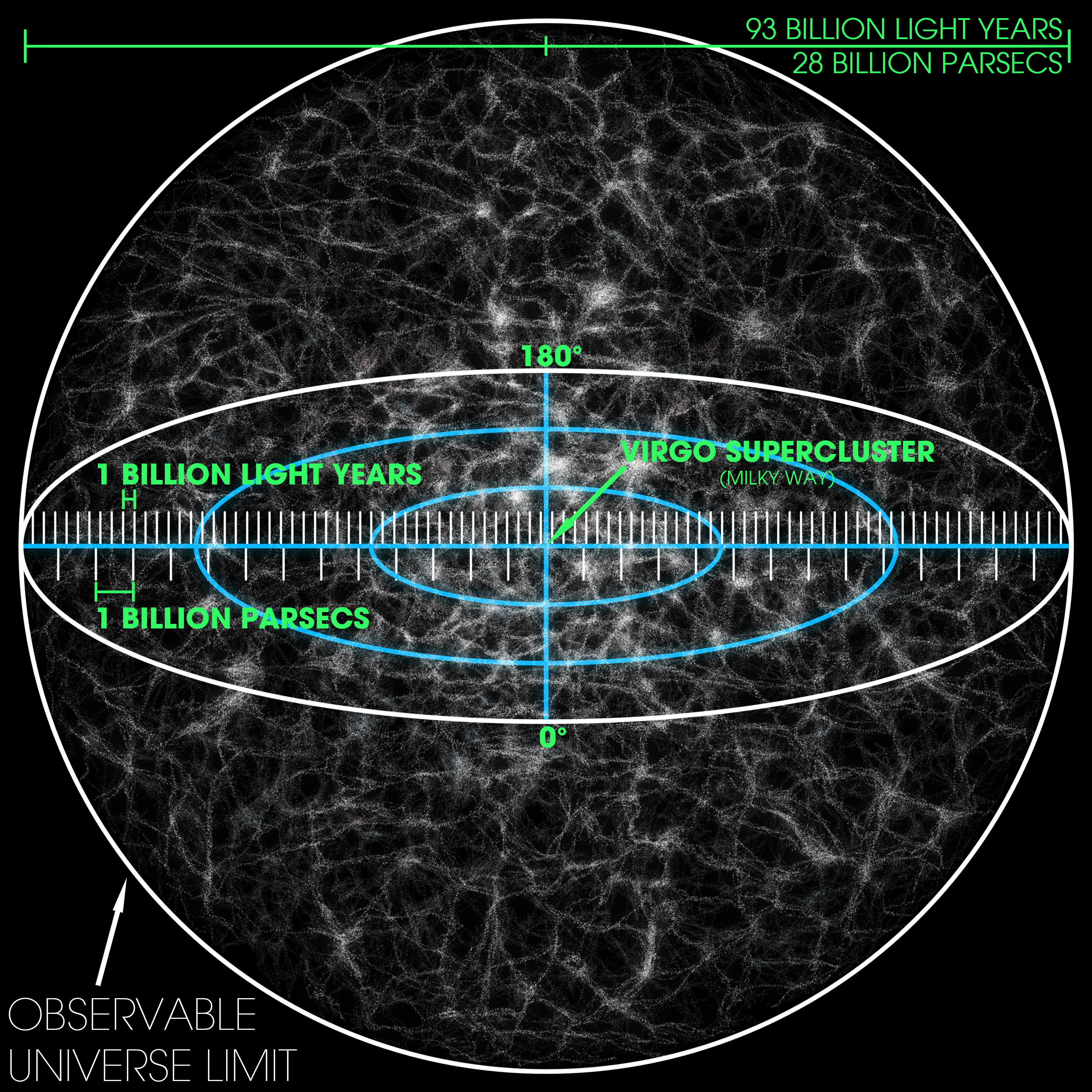
Visualização de todo o Universo observável

O tamanho do Universo é um pouco difícil de definir. De acordo com uma definição restritiva, o Universo é tudo dentro do nosso espaço-tempo conectado que poderia ter uma chance de interagir conosco e vice-versa. Segundo a teoria geral da relatividade, algumas regiões do espaço podem nunca interagir conosco durante a existência do Universo devido à velocidade finita da luz e à expansão contínua do espaço. Por exemplo, as mensagens de rádio enviadas da Terra talvez nunca cheguem a algumas regiões do espaço, mesmo que o Universo exista para sempre: o espaço pode se expandir mais rápido do que a luz pode atravessá-lo.
Supõe-se que regiões distantes do espaço existem e fazem parte da realidade tanto quanto nós, mesmo que nunca possamos interagir com elas. A região espacial que podemos afetar e ser afetada é o Universo observável. O Universo observável depende da localização do observador. Viajando, um observador pode entrar em contato com uma região maior do espaço-tempo do que um observador que permanece imóvel. No entanto, mesmo o viajante mais rápido não será capaz de interagir com todo o espaço. Tipicamente, o Universo observável significa a porção do Universo que é observável de nosso ponto de observação na Via Láctea.
A distância apropriada - a distância medida em um momento específico, incluindo o presente - entre a Terra e a borda do Universo observável é de 46 bilhões de anos-luz (14 bilhões de parsecs), fazendo com que o diâmetro do Universo observável seja de cerca de 91 bilhões anos-luz (28 × 109 pc). A distância que a luz da borda do Universo observável percorreu é muito próxima da idade do Universo vezes a velocidade da luz, 13,8 bilhões de anos-luz (4,2 × 109 pc), mas isto não representa a distância a qualquer tempo porque a borda do Universo observável e a Terra se separaram desde então. Para comparação, o diâmetro de uma galáxia típica é de trinta mil anos-luz (9,198 parsecs) e a distância típica entre duas galáxias vizinhas é de três milhões de anos-luz (919,8 mil parsecs). Por exemplo, a Via Láctea tem cerca de cem mil anos-luz de diâmetro e a galáxia mais próxima da Via Láctea, a Galáxia de Andrômeda, está a cerca de 2,5 milhões de anos-luz de distância. Como não podemos observar o espaço além da borda do Universo observável, desconhece-se se o tamanho do Universo é finito ou infinito.

### Idade e expansão

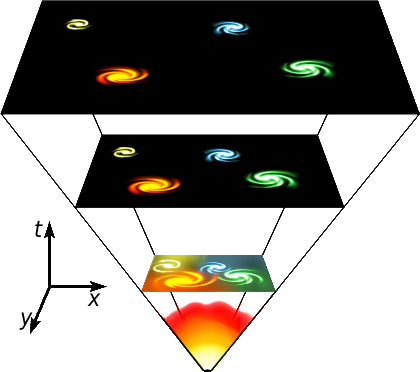
De acordo com o modelo do Big Bang, o Universo se expandiu a partir de um estado extremamente denso e quente e continua a se expandir atualmente. O esquema gráfico superior é um conceito artístico que ilustra a expansão de uma parte de um universo plano

Os astrônomos calculam a idade do Universo assumindo que o modelo Lambda-CDM descreve com precisão a evolução do Universo de um estado primordial muito uniforme, quente, denso para seu estado atual e medindo os parâmetros cosmológicos que constituem o modelo. Este modelo é bem compreendido teoricamente e apoiado por recentes observações astronômicas de alta precisão, como da WMAP e Planck. Comumente, o conjunto de observações montado inclui a anisotropia da radiação cósmica de fundo, a relação de brilho/desvio para o vermelho de supernovas tipo Ia e aglomerados de galáxias em grande escala, incluindo a característica de oscilação acústica de bárions. Outras observações, como a constante de Hubble, a abundância de aglomerados de galáxias, a lente gravitacional fraca e as idades globulares de aglomerados, são geralmente consistentes com estas, fornecendo uma verificação do modelo, mas são medidas com menos precisão. Considerando que o modelo Lambda-CDM esteja correto, as medidas dos parâmetros usando uma variedade de técnicas por inúmeras experiências produzem um melhor valor da idade do Universo a partir de 2015 de 13,799 ± 0,021 bilhões de anos.
Com o passar do tempo, o Universo e seus conteúdos evoluíram; por exemplo, a população relativa de quasares e galáxias mudou e o próprio espaço se expandiu. Devido a esta expansão, os cientistas da Terra podem observar a luz de uma galáxia a trinta bilhões de anos-luz de distância mesmo que essa luz tenha viajado por apenas treze bilhões de anos; o próprio espaço entre eles se expandiu. Esta expansão é consistente com a observação de que a luz de galáxias distantes foi desviada para o vermelho; os fótons emitidos foram esticados para comprimentos de onda mais longos e frequência menores durante a sua viagem. As análises das supernovas tipo Ia indicam que a expansão espacial está se acelerando.
Quanto mais matéria há no Universo, mais forte é a atração gravitacional mútua da matéria. Se o Universo fosse muito denso, então ele se recolocaria em uma singularidade gravitacional. No entanto, se o Universo contém pouca matéria, então a expansão aceleraria muito rapidamente para que os planetas e os sistemas planetários se formassem. Desde o Big Bang, o Universo se expandiu monotonicamente. Talvez sem surpresas, nosso Universo tem a densidade de massa correta de cerca de cinco prótons por metro cúbico, permitindo que ele se expandisse pelos últimos 13,8 bilhões de anos e dando tempo para formar o Universo como ele é observado hoje.
Existem forças dinâmicas que atuam sobre as partículas no Universo que afetam a sua taxa de expansão. Antes de 1998, esperava-se que a taxa de aumento da constante de Hubble estivesse diminuindo com o passar do tempo devido à influência das interações gravitacionais no Universo e, portanto, houvesse uma quantidade observável adicional no Universo chamada de parâmetro de desaceleração, que os cosmólogos acreditavam estar diretamente relacionada à densidade de matéria do Universo. Em 1998, o parâmetro de desaceleração foi medido por dois grupos diferentes como consistente com -1 mas não zero, o que implicava que a taxa de crescimento atual da constante de Hubble está aumentando ao longo do tempo.

### Espaço-tempo

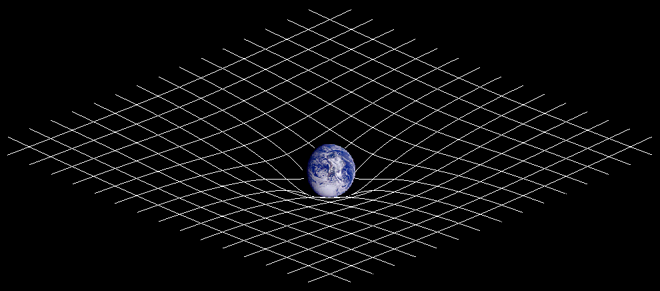
Ilustração da curvatura do espaço-tempo

Espaços são as arenas nas quais ocorrem todos os eventos físicos - um evento é um ponto no espaço-tempo especificado por seu tempo e lugar. Os elementos básicos do espaço-tempo são eventos. Em qualquer espaço-tempo, um evento é uma posição única em um único momento. Uma vez que os eventos são pontos do espaço-tempo, na física relativística clássica, a posição de uma partícula elementar (ponto-como) em um momento particular pode ser escrita como (x, y, z, t). Um espaço-tempo é a união de todos os eventos da mesma forma que uma linha é a união de todos os seus pontos, organizada formalmente em uma variedade.
O Universo parece ser um contínuo do espaço-tempo que consiste em três dimensões espaciais e uma dimensão temporal (tempo). Em média, observa-se que o espaço é quase plano (perto da curvatura zero), significando que a geometria euclidiana é empiricamente verdadeira com alta precisão em toda a maior parte do Universo. O espaço-tempo também parece ter uma topologia simplesmente conectada, em analogia com uma esfera, pelo menos na escala de comprimento do Universo observável. No entanto, as observações presentes não podem excluir as possibilidades de que o Universo tenha mais dimensões e que seu espaço-tempo possa ter uma topologia global conectada de forma múltipla, em analogia com as topologias cilíndricas ou toroidais de espaços bidimensionais.

## Componentes

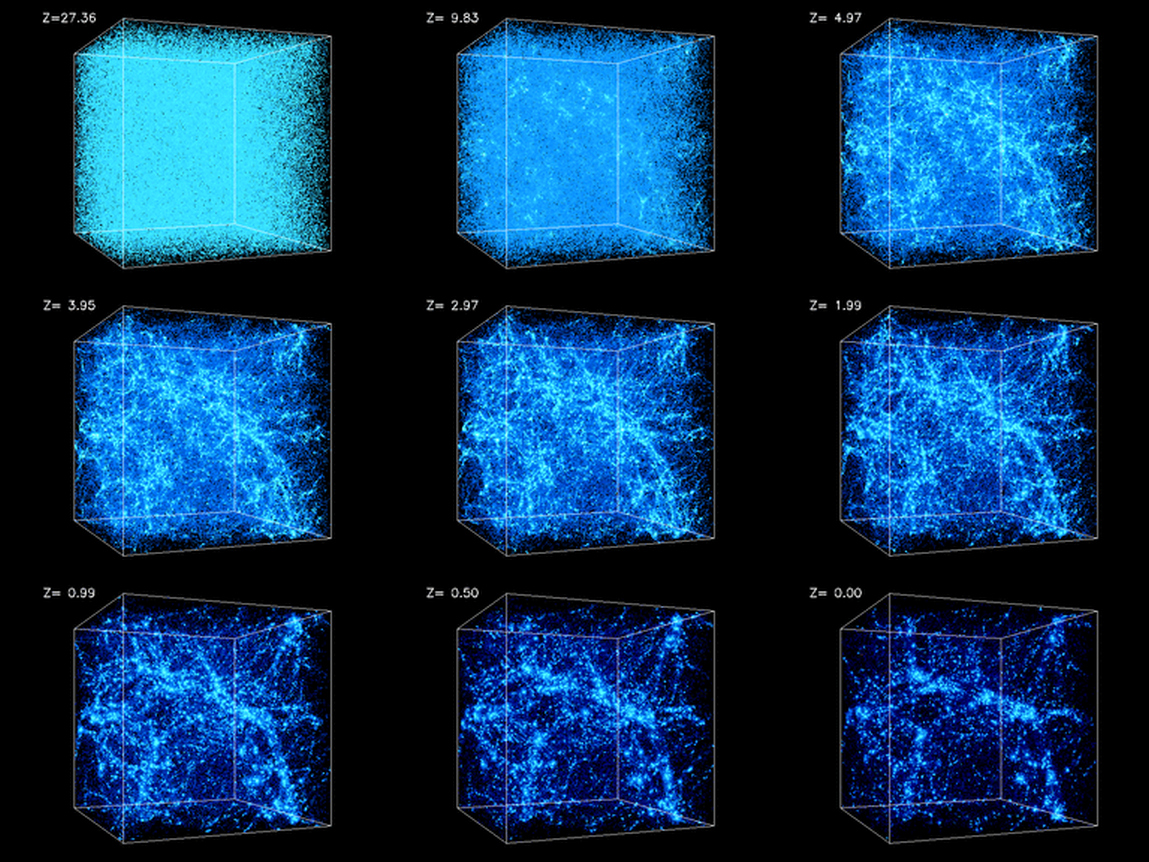
A formação de aglomerados e filamentos em larga escala no modelo da matéria escura fria com energia escura. Os quadros mostram a evolução das estruturas em uma caixa de 43 milhões de parsecs (ou 140 milhões de anos-luz) do desvio para o vermelho de 30 para a época atual (z superior = 30 para z = 0 inferior direito)

O Universo é composto quase completamente de energia escura, matéria escura e matéria ordinária. Outros conteúdos são a radiação eletromagnética (estimada entre 0,005% e perto de 0,01%) e a antimatéria. A quantidade total de radiação eletromagnética gerada no universo diminuiu em 1/2 nos últimos dois bilhões de anos.
As proporções de todos os tipos de matéria e energia mudaram ao longo da história do Universo. Hoje, a matéria ordinária, que inclui átomos, estrelas, galáxias e vida, representa apenas 4,9% dos conteúdos do Universo. A densidade global atual deste tipo de matéria é muito baixa, cerca de 4,5 × 10−31 gramas por centímetro cúbico, correspondendo a uma densidade da ordem de apenas um próton para cada quatro metros cúbicos de volume. A natureza da energia escura e da matéria escura é desconhecida. A matéria escura, uma misteriosa forma de matéria que ainda não foi identificada, responde por 26,8% dos conteúdos. A energia escura, que é a energia do espaço vazio e que está causando a aceleração da expansão do Universo, responde pelos restantes 68,3% dos conteúdos.

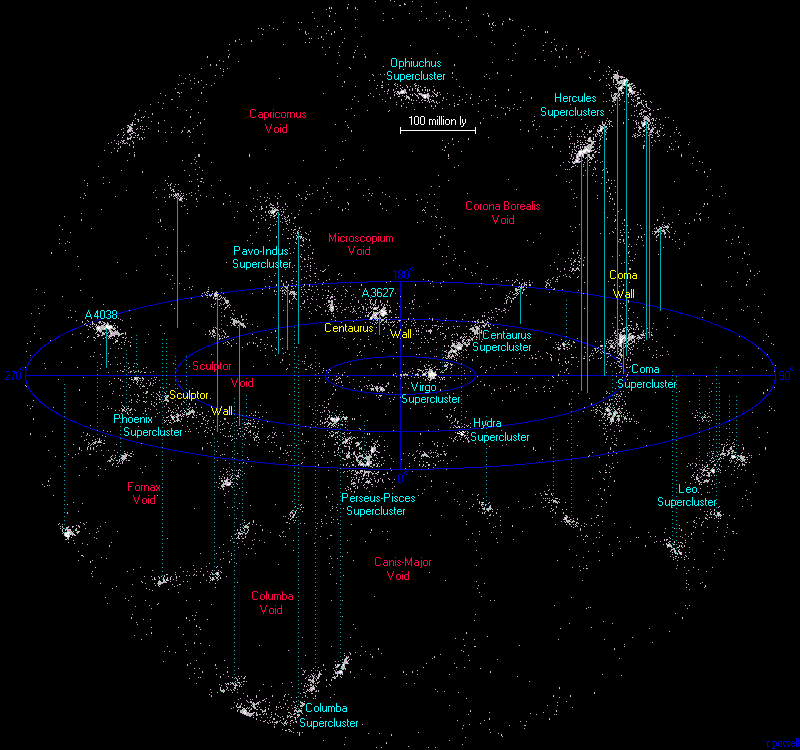
Um mapa dos superaglomerados e vazios mais próximos à Terra

Matéria, matéria escura e energia escura são distribuídas homogeneamente em todo o Universo em escalas de comprimento superiores a trezentos milhões de anos-luz, aproximadamente. Entretanto, em escalas de comprimento mais curtas, a matéria tende a se aglomerar hierarquicamente; muitos átomos são condensados em estrelas, a maioria das estrelas em galáxias, a maioria das galáxias em aglomerados, superaglomerados e, finalmente, em filamentos galácticos em larga escala. O Universo observável contém cerca de trezentas sextilhões (3 × 1023) de estrelas e mais de cem bilhões (1011) de galáxias. As galáxias típicas variam de anãs, com apenas dez milhões (107) estrelas, até gigantes, com um trilhão (1012) de estrelas. Entre as estruturas há vazios, que são tipicamente 10-150 Mpc (33 milhão-490 milhão ly) no diâmetro. A Via Láctea está no Grupo Local de galáxias, que por sua vez está no Superaglomerado de Laniakea. Este superaglomerado abrange mais de quinhentos milhões de anos-luz, enquanto o Grupo Local se estende por mais de dez milhões de anos-luz. O Universo também tem vastas regiões de vazio relativo; o maior vazio conhecido mede 1,8 bilhão ly (550 Mpc) de diâmetro.

Comparação dos conteúdos do Universo de hoje a 380.000 anos após o Big Bang como medido com 5 anos de dados do WMAP (a partir de 2008)

O Universo observável é isotrópico em escalas significativamente maiores do que os superaglomerados, o que significa que as propriedades estatísticas do Universo são as mesmas em todas as direções observadas da Terra. O Universo é banhado em radiação de micro ondas altamente isotrópica que corresponde a um espectro de corpo negro de equilíbrio térmico de aproximadamente 2,72548 kelvin. A hipótese de que o Universo em grande escala é homogêneo e isotrópico é conhecida como o princípio cosmológico. Um universo que é homogêneo e isotrópico parece o mesmo de todos os pontos de vista e não tem centro.

### Energia escura
A aceleração da expansão do Universo permanecer esquiva é muitas vezes atribuída à "energia escura", uma forma desconhecida de energia que hipoteticamente permeia o espaço, e uma explicação possível para essa aceleração. Numa base de equivalência massa-energia, a densidade de energia escura (~ 7 × 10−30 g / cm3) é muito menor do que a densidade de matéria ordinária ou de matéria escura dentro das galáxias. No entanto, na era atual de energia escura, ela domina a energia da massa do Universo porque é uniforme através do espaço.
As duas formas propostas de energia escura são a constante cosmológica, uma constante de densidade de energia que preenche o espaço constantemente e homogeneamente, e campos escalares como quintessência, quantidades dinâmicas cuja densidade de energia pode variar no tempo e no espaço. As contribuições de campos escalares, que são constantes no espaço, são usualmente também incluídas na constante cosmológica. A constante cosmológica pode ser formulada para ser equivalente à energia do vácuo. Os campos escalares que possuíam apenas uma pequena quantidade de inomogeneidade espacial seriam difíceis de distinguir de uma constante cosmológica.

### Matéria escura
A matéria escura é um tipo hipotético de matéria que é invisível a todo o espectro eletromagnético, mas que responde pela maior parte da matéria no Universo. A existência e as propriedades da matéria escura são inferidas por seus efeitos gravitacionais sobre a matéria visível, a radiação e a estrutura em larga escala do Universo. Além de neutrinos, uma forma de matéria escura quente, a matéria escura não foi detectada diretamente, tornando-se um dos maiores mistérios da astrofísica moderna. A matéria escura não emite nem absorve luz ou qualquer outra radiação eletromagnética em qualquer nível significativo. Estima-se que a matéria escura constitua 26,8% da energia total da massa e 84,5% da matéria total no Universo.

### Matéria ordinária

Gif em 3D das imagens do Hubble Ultra Deep Field

Os restantes 4,9% da massa-energia do Universo é matéria ordinária, isto é, átomos, íons, elétrons e os objetos que eles formam. Esta matéria inclui as estrelas, que produzem quase toda a luz que vemos das galáxias, bem como o gás interestelar nos meios interestelar e intergaláctico, nos planetas e em todos os objetos da vida cotidiana que podemos colidir, tocar ou espremer. De fato, a grande maioria da matéria ordinária no Universo é invisível, já que as estrelas visíveis e o gás dentro de galáxias e aglomerados representam menos de 10% da contribuição da matéria ordinária para a densidade de energia de massa do Universo.
A matéria comum geralmente existe em quatro estados (ou fases): sólido, líquido, gás e plasma. No entanto, avanços em técnicas experimentais revelaram outras fases previamente teóricas, tais como condensado de Bose-Einstein e condensado fermiônico. A matéria ordinária é composta de dois tipos de partículas elementares: quarks e léptons. Por exemplo, o próton é formado por dois quarks positivos e um quark negativo; o nêutron é formado de dois quarks negativos e um quark positivo; e o elétron é uma espécie de lépton. Um átomo consiste em um núcleo atômico, composto de prótons e nêutrons, e elétrons que orbitam o núcleo. Como a maior parte da massa de um átomo está concentrada em seu núcleo, que é composto de bário, os astrônomos usam frequentemente o termo matéria bariônica para descrever a matéria ordinária, embora uma pequena fração desta matéria seja composta por elétrons.
Logo após o Big Bang, prótons e nêutrons primordiais formaram a partir do plasma de quarks e glúons do Universo primitivo, que se esfriou abaixo de dois trilhões de graus. Alguns minutos depois, em um processo conhecido como nucleossíntese do Big Bang, núcleos formados a partir dos prótons e nêutrons primordiais. Esta nucleossíntese formou elementos mais leves, aqueles com números atômicos pequenos até lítio e berílio, mas a abundância de elementos mais pesados caiu drasticamente com número atômico crescente. Alguma quantidade de boro pode ter sido formada neste momento, mas o elemento mais pesado seguinte, o carbono, não foi formado em quantidades significativas. A nucleossíntese do Big Bang acabou após cerca de vinte minutos devido à rápida queda na temperatura e densidade do Universo em expansão. A formação subsequente de elementos mais pesados resultou da nucleossíntese estelar e da nucleossíntese de supernova.

### Partículas

Uma tabela do Modelo Padrão das partículas elementares

A matéria ordinária e as forças que agem sobre a matéria podem ser descritas em termos de partículas elementares. Essas partículas são por vezes descritas como sendo fundamentais, uma vez que têm uma subestrutura desconhecida, assim como também é desconhecido se são ou não compostas de partículas menores e ainda mais fundamentais. De importância central é o Modelo Padrão, uma teoria que se ocupa das interações eletromagnéticas e das interações nucleares fracas e fortes. O Modelo Padrão é apoiado pela confirmação experimental da existência de partículas que compõem a matéria: quarks e léptons e seus correspondentes duplos de "antimatéria", bem como as partículas de força que medeiam as interações: o fóton, os bósons W e Z e o glúon. O Modelo Padrão previu a existência do recentemente descoberto bóson de Higgs, uma partícula que é uma manifestação de um campo dentro do Universo que pode dotar partículas com massa. Devido ao seu sucesso em explicar uma grande variedade de resultados experimentais, o Modelo Padrão é às vezes considerado como uma "teoria de quase tudo". O Modelo Padrão, no entanto, não acomoda a gravidade. Uma verdadeira força-partícula da "teoria de tudo" não foi atingida.

#### Hádrons
Um hádron é uma partícula composta de quarks mantidos juntos pela força forte. Hádrons são categorizados em duas famílias: bárions (tais como prótons e nêutrons) feitos de três quarks, e mésons (como píons) feitos de um quark e um antiquark. Dos hádrons, os prótons são estáveis e os nêutrons ligados dentro dos núcleos atômicos são estáveis. Outros hádrons são instáveis em condições normais e, portanto, constituintes insignificantes do Universo moderno. De aproximadamente dez a seis segundos após o Big Bang, durante um período conhecido como época hádron, a temperatura do Universo caiu suficientemente para permitir que os quarks se ligassem em hádrons e a massa do Universo fosse dominada por hádrons. Inicialmente, a temperatura foi alta o suficiente para permitir a formação de pares de hádron/anti-hádron, que mantiveram a matéria e a antimatéria em equilíbrio térmico. No entanto, como a temperatura do Universo continuou a cair, pares hádron/anti-hádron não foram mais produzidos. A maioria dos hádrons e anti-hádrons foram então eliminados em reações de aniquilamento partícula-antipartícula, deixando um pequeno resíduo de hádrons quando o Universo tinha cerca de um segundo de idade.:244–266

#### Léptons
Um lépton é uma partícula elementar de spin semi-inteiro que não sofre interações fortes, mas está sujeita ao princípio de exclusão de Pauli; nenhum dois léptons da mesma espécie pode estar exatamente no mesmo estado ao mesmo tempo. Existem duas classes principais de léptons: léptons carregados (também conhecidos como léptons de tipo elétron) e lépton neutros (mais conhecidos como neutrinos). Os elétrons são estáveis e o lépton carregado o mais comum no Universo, visto que os múons e os taus são partícula instável que deterioram rapidamente após ser produzidos em colisões da energia elevada, tais como aquelas que envolvem raios cósmicos ou realizadas nos aceleradores de partícula. Léptons carregados podem combinar com outras partículas para formar várias partículas compostas, tais como átomos e positrônios. O elétron governa quase toda a química como encontrada nos átomos e está diretamente ligado a todas as propriedades químicas. Neutrinos raramente interagem com qualquer coisa e são, consequentemente, raramente observados. Os neutrinos fluem por todo o universo, mas raramente interagem com a matéria normal.
A época lépton foi o período na evolução do Universo primitivo em que os léptons dominaram a massa do Universo. Começou aproximadamente um segundo após o Big Bang, depois que a maioria dos hádrons e anti-hádrons se aniquilaram no final da era hádron. Durante a época do lépton, a temperatura do Universo ainda era alta o suficiente para criar pares de léptons/antiléptons, portanto léptons e antiléptons estavam em equilíbrio térmico. Aproximadamente dez segundos após o Big Bang, a temperatura do Universo tinha caído ao ponto onde os pares léptons/antiléptons não eram mais criados. A maioria dos léptons e antiléptons foi então eliminada em reações de aniquilamento, deixando um pequeno resíduo de léptons. A massa do Universo foi então dominada por fótons quando entrou na época fóton seguinte.

#### Fótons
Um fóton é o quantum da luz e todas as outras formas de radiação eletromagnética. É a partícula mensageira da força eletromagnética, mesmo quando estática através de fótons virtuais. Os efeitos desta força são facilmente observáveis ao nível microscópico e ao nível macroscópico porque o fóton tem massa de repouso zero; isto permite interações de longa distância. Como todas as partículas elementares, os fótons são atualmente melhor explicados pela mecânica quântica e exibem a dualidade onda-partícula, exibindo propriedades de ondas e de partículas.
A época dos fótons começou depois que a maioria dos léptons e antiléptons foram aniquilados no final da época lépton, cerca de dez segundos após o Big Bang. 
Os núcleos atômicos foram criados no processo de nucleossíntese que ocorreu durante os primeiros minutos da época do fóton. Para o restante da época fotônica o Universo continha um plasma denso quente de núcleos, elétrons e fótons. Cerca de 380 000 anos após o Big Bang, a temperatura do Universo caiu para o ponto onde os núcleos poderiam combinar com elétrons para criar átomos neutros. Como resultado, os fótons já não interagiam com frequência com a matéria e o Universo tornou-se transparente. Os fótons altamente desviados para o vermelho deste período formam a radiação cósmica de fundo em micro-ondas. Pequenas variações na temperatura e densidade detectáveis na radiação cósmica de fundo foram as "sementes" iniciais das quais ocorreram toda a formação estrutural subsequente.

## Modelos cosmológicos

### Modelo baseado na relatividade geral

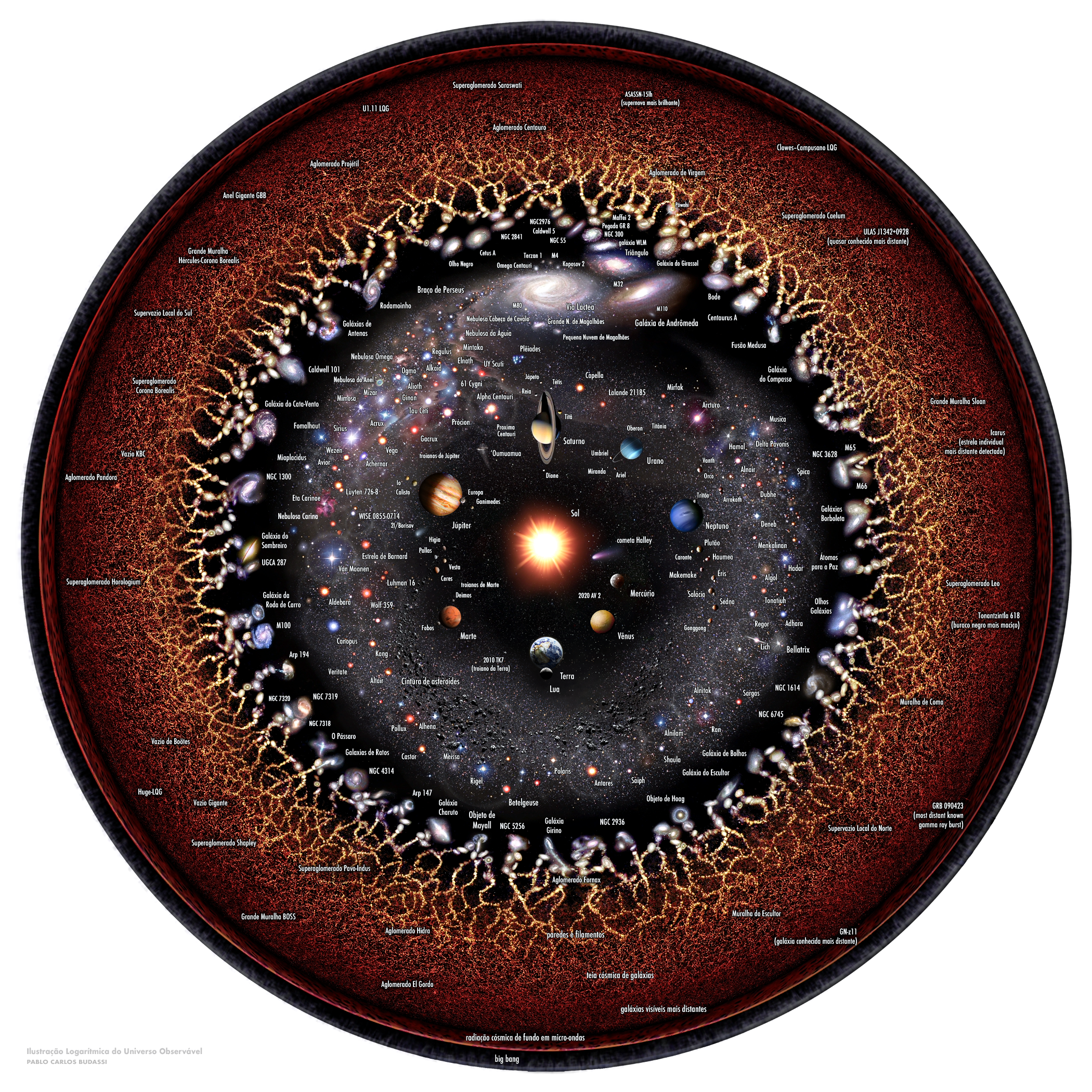
O universo observável como é atualmente entendido. Uma esfera de 46,508 bilhões de anos-luz com 4% da matéria visível distribuída em gás, poeira, estrelas e galáxias.

A relatividade geral é a teoria geométrica da gravitação publicada por Albert Einstein em 1915 e a descrição atual da gravitação na física moderna. É a base dos modelos cosmológicos atuais do Universo. A relatividade geral generaliza a relatividade restrita e a lei da gravitação universal, proporcionando uma descrição unificada da gravidade como uma propriedade geométrica do espaço e do tempo, ou espaço-tempo. Em particular, a curvatura do espaço-tempo está diretamente relacionada à energia e ao momento de qualquer matéria e radiação presentes. A relação é especificada pelas equações de campo de Einstein, um sistema de equações diferenciais parciais. Na relatividade geral, a distribuição da matéria e da energia determina a geometria do espaço-tempo, que por sua vez descreve a aceleração da matéria. Portanto, as soluções das equações de campo de Einstein descrevem a evolução do Universo. Combinadas com medições da quantidade, tipo e distribuição da matéria no Universo, as equações da relatividade geral descrevem a evolução do Universo ao longo do tempo.
Com a suposição do princípio cosmológico de que o Universo é homogêneo e isotrópico em toda parte, uma solução específica das equações de campo que descreve o Universo é o tensor métrico denominado métrica de Friedmann-Lemaître-Robertson-Walker,
{\displaystyle ds^{2}=-c^{2}dt^{2}+R(t)^{2}\left({\frac {dr^{2}}{1-kr^{2}}}+r^{2}d\theta ^{2}+r^{2}\sin ^{2}\theta \,d\phi ^{2}\right)}
Onde (r, θ, φ) correspondem a um sistema esférico de coordenadas. Esta métrica tem apenas dois parâmetros indeterminados. Um fator de escala de magnitude adimensional global R descreve a escala de tamanho do Universo em função do tempo; um aumento de R é a expansão do Universo. Um índice de curvatura k descreve a geometria. O índice k é definido de modo que ele pode seja apenas 0, correspondendo a geometria plana euclidiana, 1, correspondendo a um espaço de curvatura positiva, ou -1, um espaço de curvatura positiva ou negativa. O valor de R como uma função do tempo t depende de k e a constante cosmológica Λ. A constante cosmológica representa a densidade energética do vácuo do espaço e pode estar relacionada à energia escura. A equação que descreve como R varia com o tempo é conhecida como a equação de Friedmann em homenagem ao seu inventor, Alexander Friedmann.
As soluções para R(t) dependem de k e Λ, mas algumas características qualitativas dessas soluções são gerais. Primeiro e mais importante, a escala de comprimento R do Universo só pode permanecer constante se o Universo for perfeitamente isotrópico com curvatura positiva (k = 1) e tiver um valor preciso de densidade em todos os lugares, como observado pela primeira vez por Albert Einstein. No entanto, este equilíbrio é instável: porque o Universo é conhecido por ser heterogêneo em escalas menores, R deve mudar ao longo do tempo. Quando R muda, todas as distâncias espaciais no Universo mudam tandem; existe uma expansão ou contração global do próprio espaço. Isto explica a observação de galáxias que parecem estar voando sem rumo; o espaço entre elas está se alongando. O alongamento do espaço também explica o aparente paradoxo de que duas galáxias podem estar a quarenta bilhões de anos-luz de distância, embora tenham começado a partir do mesmo ponto há 13,8 bilhões de anos e nunca tenham se movido mais rápido do que a velocidade da luz.
Em segundo lugar, todas as soluções sugerem que houve uma singularidade gravitacional no passado, quando R foi para zero e a matéria e a energia eram infinitamente densas. Pode parecer que essa conclusão é incerta porque se baseia em suposições questionáveis de perfeita homogeneidade e isotropia (o princípio cosmológico) e que apenas a interação gravitacional é significativa. No entanto, os teoremas de singularidade Penrose-Hawking mostram que uma singularidade deve existir para condições muito gerais. Assim, de acordo com as equações de campo de Einstein, R cresceu rapidamente de um estado densamente quente e denso que existiu imediatamente após essa singularidade (quando R tinha um valor pequeno e finito); esta é a essência do modelo Big Bang do Universo. Compreender a singularidade do Big Bang provavelmente requer uma teoria quântica da gravidade, que ainda não foi formulada.
Em terceiro lugar, o índice de curvatura k determina o sinal da curvatura espacial média do espaço-tempo calculado em média em escalas de comprimento suficientemente grande (maior que cerca de um bilhão de anos-luz). Se k = 1, a curvatura é positiva e o Universo tem um volume finito. Esses Universos são muitas vezes visualizados como uma esfera tridimensional embutida num espaço de quatro dimensões. Inversamente, se k é zero ou negativo, o Universo tem volume infinito. Pode parecer contra-intuitivo que um Universo infinito e infinitamente denso pudesse ser criado em um único instante no Big Bang quando R = 0, mas exatamente isso é predito matematicamente quando k não é igual a 1. Por analogia, um plano infinito tem curvatura zero, mas área infinita, enquanto que um cilindro infinito é finito em uma direção e um toro é finito em ambos. Um Universo toroidal pode se comportar como um Universo normal com condições de fronteira periódicas.
O derradeiro destino do Universo ainda é desconhecido, porque depende criticamente do índice de curvatura k e da constante cosmológica Λ. Se o Universo fosse suficientemente denso, k seria igual a +1, o que significa que sua curvatura média é positiva e o Universo acabará colidindo em um Big Crunch, possivelmente iniciando um novo Universo em um Big Bounce. Por outro lado, se o Universo fosse insuficientemente denso, k seria igual a 0 ou -1 e o Universo se expandiria para sempre, esfriando e finalmente atingindo o Big freeze e a morte térmica do Universo. Dados modernos sugerem que a taxa de expansão do Universo não está diminuindo, como inicialmente esperado, mas aumentando; se isto continuar indefinidamente, o Universo pode eventualmente alcançar um Big Rip. Observacionalmente, o Universo parece ser plano (k = 0), com uma densidade geral que é muito próxima do valor crítico entre o colapso e a expansão eterna.

### Hipótese do multiverso

Representação de um multiverso de sete universos "bolha", que são contínuos espaço-temporais separados, cada um com leis físicas, constantes físicas e talvez até mesmo números diferentes de dimensões ou topologias

Algumas teorias especulativas propuseram que nosso Universo é apenas um de um conjunto de universos desconectados, coletivamente denotados como multiversos, desafiando ou aprimorando definições mais limitadas do Universo. Os modelos de multiversos científicos são distintos de conceitos como planos alternados de consciência e realidade simulada. Max Tegmark desenvolveu um esquema de classificação em quatro partes para os diferentes tipos de multiversos que os cientistas sugeriram em vários domínios problemáticos. Um exemplo de tal modelo é o modelo da inflação caótica do universo primitivo. Outra é a interpretação de muitos mundos da mecânica quântica. Os mundos paralelos são gerados de forma semelhante à superposição quântica e decoerência, com todos os estados da função de onda sendo realizados em mundos separados. Efetivamente, o multiverso evolui como uma função de onda universal. Se o Big Bang que criou nosso multiverso criou um conjunto de multiversos, a função de onda do conjunto seria enredada nesse sentido.
A categoria menos controversa de multiverso no esquema de Tegmark é o Nível I, que descreve eventos distantes do espaço-tempo "em nosso próprio Universo", mas sugere que a análise estatística que explora o princípio antrópico fornece uma oportunidade para testar teorias multiversas em alguns casos. Se o espaço é infinito, ou suficientemente grande e uniforme, instâncias idênticas da história do volume de Hubble inteiro da Terra ocorrem de vez em quando, simplesmente por acaso. Tegmark calculou nosso mais próximo chamado doppelgänger, é 1010115 metros de distância de nós (uma função exponencial dupla maior do que um googolplex). Em princípio, seria impossível verificar cientificamente um volume de Hubble idêntico. Entretanto, segue como uma conseqüência razoavelmente direta das observações e das teorias científicas de outra maneira não relacionadas.
É possível conceber espaços-tempo desconectados, cada um existente, mas incapaz de interagir uns com os outros. Uma metáfora facilmente visualizada é um grupo de bolhas de sabão separadas, em que os observadores que vivem em uma bolha de sabão não podem interagir com aqueles que vivem em outras bolhas de sabão, mesmo em princípio. De acordo com uma terminologia comum, cada "bolha de sabão" do espaço-tempo é denotada como um Universo, enquanto o nosso espaço-tempo particular é denotado como o Universo, assim como chamamos nossa lua de a Lua. A coleção inteira destes espaços-tem separados é denotada como o multiverso. Com essa terminologia, diferentes universos não estão causalmente conectados uns aos outros. Em princípio, os outros universos não conectados podem ter diferentes dimensões e topologias do espaço-tempo, diferentes formas de matéria e energia e diferentes leis físicas e constantes físicas, embora tais possibilidades sejam puramente especulativas. Outros consideram cada uma das várias bolhas criadas como parte da inflação caótica como universos separados, embora neste modelo todos esses universos compartilhem uma origem causal.

### Universo bem afinado
O Universo bem afinado é a proposição de que as condições que permitem a vida no Universo só podem ocorrer quando certas constantes físicas fundamentais universais se encontram dentro de um intervalo muito estreito, de modo que se alguma de várias constantes fundamentais fosse apenas ligeiramente diferente, o Universo seria impossibilitado de conduzir ao estabelecimento e ao desenvolvimento da matéria, das estruturas astronômicas, da diversidade elementar ou da vida tal como ela é compreendida. A proposição é discutida entre filósofos, cientistas, teólogos, defensores e detratores do criacionismo.

### Modelo incluindo energia escura
Cientistas da Universidade de Uppsala, em 2019, desenvolveram um modelo para o Universo, que é esperado para resolver o enigma da energia escura. O estudo propõe outro conceito básico, incluindo a energia escura, para um universo que monta uma bolha em expansão em uma medição extra. Este modelo com energia escura e nosso Universo está montado em uma bolha em expansão em uma dimensão extra. Toda a matéria existente no universo se compara ao final das cordas que alcançam a dimensão extra.

## Desenvolvimento histórico
Historicamente, houve muitas ideias sobre o cosmos (cosmologias) e sua origem (cosmogonias). As teorias de um Universo impessoal governado por leis físicas foram propostas pela primeira vez por gregos e indianos. A filosofia chinesa antiga englobava a noção de Universo, incluindo tanto o espaço quanto o tempo. Ao longo dos séculos, melhorias em observações astronômicas e teorias de movimento e gravitação levaram a descrições cada vez mais precisas do Universo. A era moderna da cosmologia começou com a teoria geral da relatividade de Albert Einstein de 1915, que tornou possível predizer quantitativamente a origem, a evolução e a conclusão do Universo como um todo. A maioria das teorias modernas aceitas da cosmologia baseiam-se na relatividade geral e, mais especificamente, no previsto no modelo do Big Bang.

### Mitologias

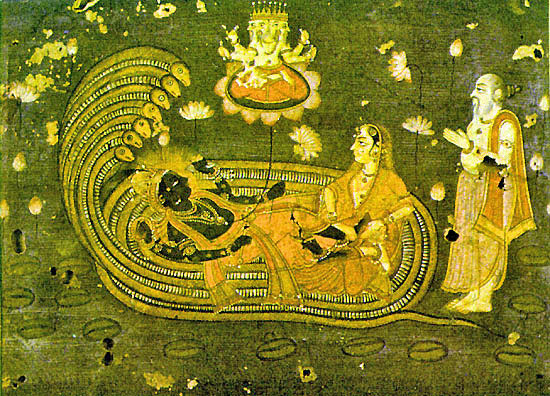
Brahmā, o deva hindu da criação, emerge de um lótus ressuscitado do umbigo de Viṣņu, que jaz com Lakshmi na serpente Ananta Shesha

Muitas culturas têm histórias que descrevem a origem do mundo e do Universo. As culturas geralmente consideram essas histórias como tendo alguma verdade. No entanto, existem muitas crenças diferentes em como estas histórias se aplicam entre aqueles que acreditam em uma origem sobrenatural, que vão desde um deus que teria criado diretamente o Universo como é agora quanto um deus que apenas definiu as "rodas em movimento" (por exemplo, através de mecanismos como o Big Bang e a evolução).
Etnólogos e antropólogos estudam muitos dos mitos que desenvolveram vários esquemas de classificação para os vários temas que aparecem nas histórias de criação. Por exemplo, em um tipo de história, o mundo nasce de um ovo cósmico; tais histórias incluem o poema épico finlandês Kalevala; a história chinesa de Pan Ku ou o Brahmanda Purana indiano. Em histórias relacionadas, o Universo é criado por uma única entidade emanando ou produzindo algo por si mesma, como o conceito de Adi-Buda do budismo tibetano; a história grega antiga de Gaia (Mãe Terra); o mito da deusa asteca Coatlicue; a história do antigo egípcio Atum e a narrativa judaico-cristã da criação no Gênesis, na qual o Deus abraâmico criou o Universo. Em outros tipos de histórias, o Universo é criado a partir da união de divindades masculinas e femininas, como no mito maori de Rangi e Papa. Em outros mitos, o Universo é criado criando a partir de materiais preexistentes, como o cadáver de um deus morto - como de Tiamat na epopeia babilônica Enuma Elish ou do gigante Ymir na mitologia nórdica - ou de materiais caóticos, como em Izanagi e Izanami na mitologia japonesa. Em outras histórias, o Universo emana de princípios fundamentais, como Brâman e Prakriti; o mito da criação do povo serer, ou o yin-yang do Tao.

### Modelos filosóficos

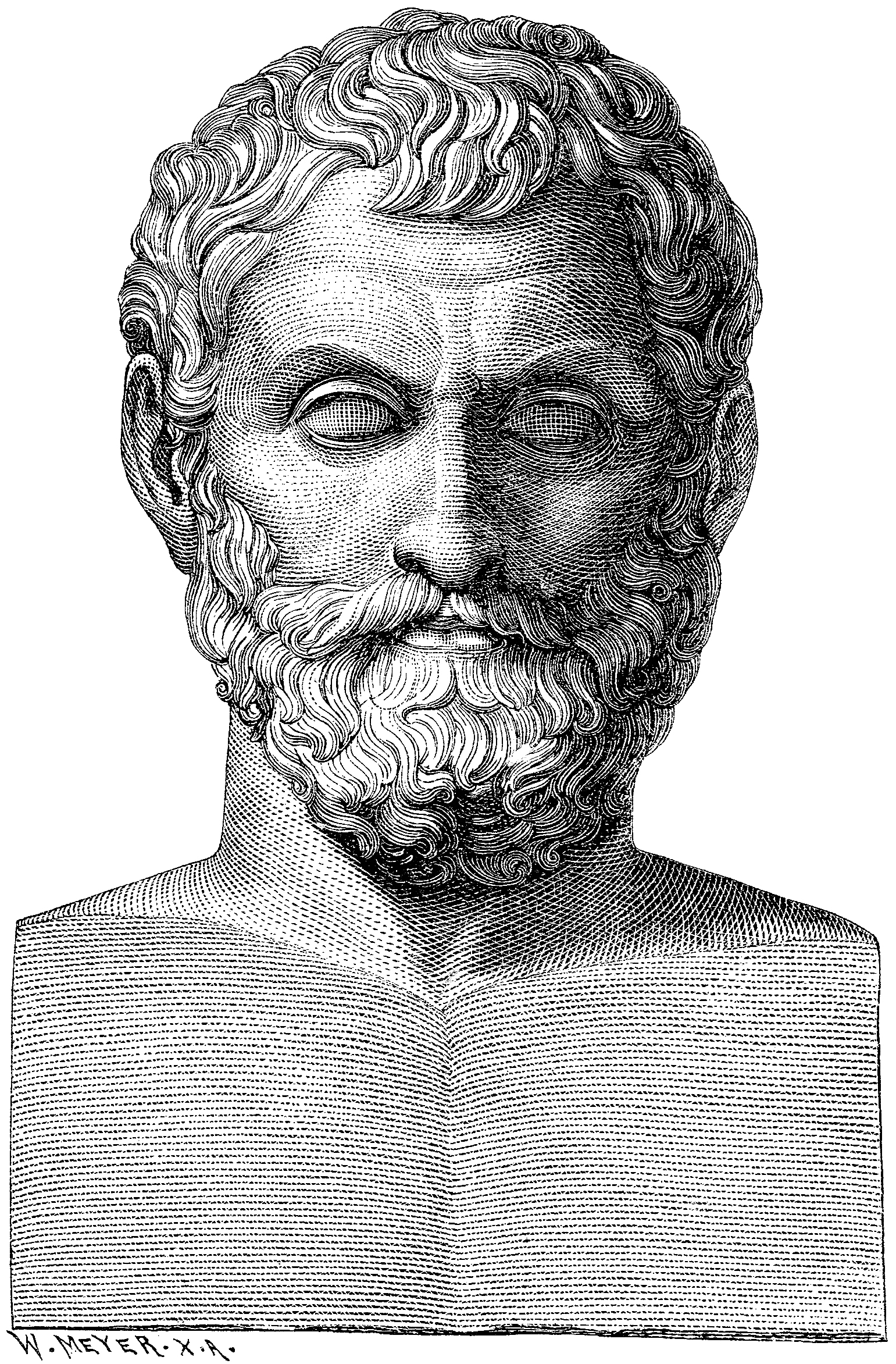
Tales de Mileto

Os filósofos gregos pré-socráticos e os filósofos indianos desenvolveram alguns dos primeiros conceitos filosóficos do Universo. 
Os primeiros filósofos gregos observaram que as aparências podem ser enganadoras e procuraram compreender a realidade subjacente às aparências. Em particular, eles notaram a capacidade da matéria de mudar de forma (por exemplo, gelo para água até vapor) e vários filósofos propuseram que todos os materiais físicos no mundo são formas diferentes de um único material primordial, ou arché. O primeiro a fazê-lo foi Tales de Mileto, que propôs que este material seria a água. O aluno de Tales, Anaximandro, propôs que tudo vinha do ilimitado ápeiron. Anaximenes propôs que o material primordial seria o ar por causa de suas qualidades atrativas e repulsivas, que fazem com que o ar se condense ou se dissocie em diferentes formas. Anaxágoras propôs o princípio de Nous (Mente), enquanto Heráclito propôs o fogo (e falava de logos). Empédocles propôs os elementos primordiais como sendo a terra, água, ar e fogo. Seu modelo de quatro elementos tornou-se muito popular. Como Pitágoras, Platão acreditava que todas as coisas eram compostas de números, com os elementos de Empédocles tomando a forma dos sólidos platônicos. Demócrito e filósofos posteriores - mais notavelmente Leucipo - propuseram que o Universo é composto por átomos indivisíveis que movem-se através do vazios (vácuo), embora Aristóteles não acreditasse que isto fosse viável porque o ar, como a água, oferece resistência ao movimento. O ar imediatamente preencheria um vazio e, além disso, sem resistência, o faria de maneira indefinidamente rápida.
Embora Heráclito defendesse a mudança eterna, seu contemporâneo Parmênides fez a sugestão radical de que toda mudança é uma ilusão, de que a verdadeira realidade subjacente é eternamente imutável e de uma única natureza. Parmênides denotou essa realidade como τὸ ἐν (O Único). A ideia de Parmênides parecia implausível para muitos gregos, mas seu estudante Zenão de Eleia desafiou-os com vários paradoxos famosos. Aristóteles respondeu a esses paradoxos desenvolvendo a noção de um potencial infinito contável, assim como o continuum infinitamente divisível. Ao contrário dos ciclos temporais eternos e imutáveis, ele acreditava que o mundo está limitado pelas esferas celestes e que a magnitude estelar cumulativa é apenas finitamente multiplicativa.
O filósofo indiano Kanada, fundador da escola Vaisheshika, desenvolveu uma noção de atomismo e propôs que a luz e o calor fossem variedades da mesma substância. No século V, o filósofo atomista budista Dignāga propôs átomos de tamanho pontual, sem duração e feitos de energia. Eles negavam a existência de matéria substancial e propuseram que o movimento consistia em lampejos momentâneos de um fluxo de energia.
A noção de finitismo temporal foi inspirada pela doutrina da criação compartilhada pelas três religiões abraâmicas: judaísmo, cristianismo e islã. O filósofo cristão, João Filopono, apresentou os argumentos filosóficos contra a antiga noção grega de um passado e futuro infinitos. Os argumentos de Filopono contra um passado infinito foram usados pelo filósofo muçulmano clássico Alquindi (Alquindo); o filósofo judeu, Saadia Gaon (Saadia ben Joseph); e o teólogo muçulmano, Algazali (Algazel).

### Conceitos astronômicos

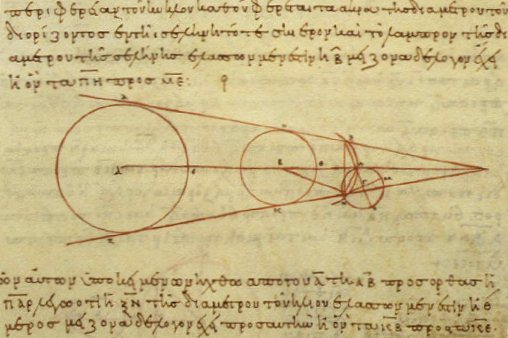
Os cálculos de Aristarco do século III a.C. sobre os tamanhos relativos do Sol, da Terra e da Lua, de uma cópia grega do século X

Modelos astronômicos do Universo foram propostos logo após a astronomia ter começado com os astrônomos babilônicos, que viam o Universo como um disco plano flutuando no oceano, o que formou a premissa para mapas gregos primitivos como os de Anaximandro e Hecateu de Mileto. Filósofos gregos posteriores, observando os movimentos dos corpos celestes, estavam preocupados em desenvolver modelos do Universo baseados mais profundamente em evidências empíricas. O primeiro modelo coerente foi proposto por Eudoxo de Cnido. De acordo com a interpretação física do modelo de Aristóteles, as esferas celestiais rodam eternamente com movimento uniforme em torno de uma Terra estacionária. A matéria normal está inteiramente contida na esfera terrestre. Do Universo (composto antes de 250 ou entre 350 e 200 a.C.), declarou: cinco elementos, situados em esferas em cinco regiões, sendo cada menor cercado pelo maior - ou seja, terra cercada por água, água por ar, ar pelo fogo e fogo pelo éter - são os constituintes do Universo.
Este modelo também foi refinado por Calipo e, depois que as esferas concêntricas foram abandonadas, foi trazido em quase perfeito acordo com as observações astronômicas de Ptolomeu. O sucesso de tal modelo deveu-se em grande parte ao fato matemático de que qualquer função (como a posição de um planeta) pode ser decomposta em um conjunto de funções circulares (a série de Fourier). Outros cientistas gregos, como o filósofo pitagórico Filolau de Crotona, postularam (segundo relatos de Estobeu) que no centro do Universo haveria um "Fogo Central" em torno do qual a Terra, Sol, Lua e planetas giravam em movimento circular uniforme.

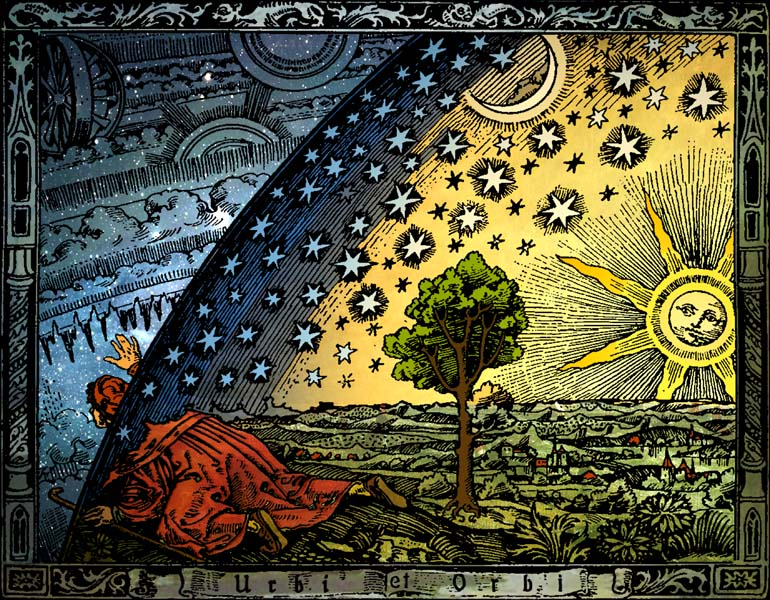
Gravura Flammarion, Paris 1888

O astrônomo grego Aristarco de Samos foi o primeiro indivíduo conhecido a propor um modelo heliocêntrico do Universo. Embora o texto original tenha sido perdido, uma referência no livro de Arquimedes O Contador de Areia descreve o modelo heliocêntrico de Aristarco, que acreditava que as estrelas estavam muito distantes e via isto como a razão pela qual a paralaxe estelar não havia sido observada, ou seja, as estrelas não eram vistas se movendo umas às outras enquanto a Terra se movia ao redor do Sol. As estrelas são de fato muito mais distantes do que a distância que era geralmente assumida nos tempos antigos, razão pela qual a paralaxe estelar é apenas detectável com instrumentos de precisão. O modelo geocêntrico, consistente com a paralaxe planetária, foi suposto para ser uma explicação para a inobservabilidade do fenômeno paralelo, a paralaxe estelar.
O único outro astrônomo da antiguidade conhecido por nome que apoiou o modelo heliocêntrico de Aristarco foi Seleuco de Seleucia, um astrônomo helenístico que viveu um século após Aristarco. De acordo com Plutarco, Seleuco foi o primeiro a provar o sistema heliocêntrico através da razão, mas não se sabe que argumentos ele usou. Os argumentos de Seleuco para uma cosmologia heliocêntrica provavelmente estavam relacionados ao fenômeno das marés. Segundo Estrabão (1.1.9), Seleuco foi o primeiro a afirmar que as marés acontecem devido à atração da Lua e que a altura das marés depende da posição da Lua em relação ao Sol. Alternativamente, ele pode ter provado o heliocentrismo, determinando as constantes de um modelo geométrico e desenvolvendo métodos para calcular posições planetárias usando este modelo, como Nicolau Copérnico fez mais tarde, no século XVI. Durante a Idade Média, modelos heliocêntricos também foram propostos pelo astrônomo indiano Aryabhata e pelos astrônomos persas Albumasar e Al-Sijzi.
O modelo aristotélico foi aceito no mundo ocidental por aproximadamente dois milênios, até que Copérnico reviveu a perspectiva de Aristarco de que os dados astronômicos poderiam ser explicados mais plausivelmente se a Terra girasse em seu eixo e se o Sol fosse colocado no centro do Universo.
No centro descansa o Sol. Pois quem colocaria esta lâmpada de um templo muito bonito em outro ou melhor lugar do que este de onde ele pode iluminar tudo ao mesmo tempo?— Nicolau Copérnico, no Capítulo 10, Livro 1 de De Revolutionibus Orbium Coelestrum (1543)

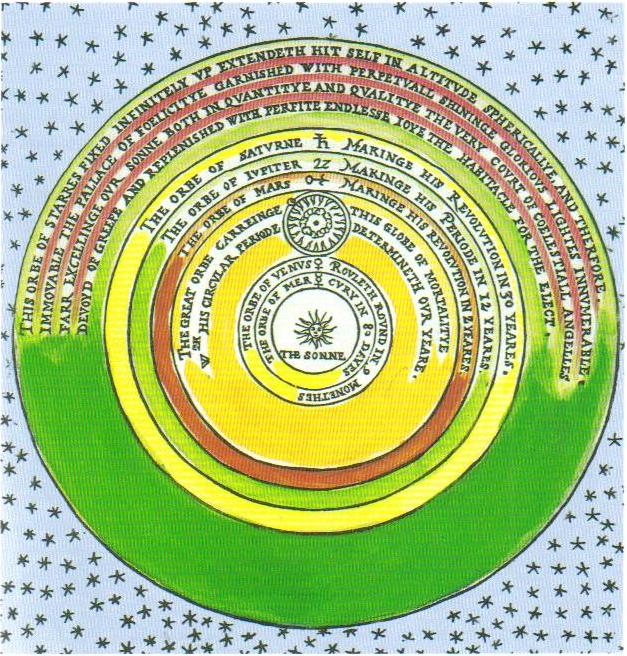
Modelo do Universo de Copérnico por Thomas Digges em 1576, com a emenda de que as estrelas já não estão confinadas a uma esfera, mas se espalham uniformemente pelo espaço ao redor dos planetas

Como observou o próprio Copérnico, a noção de que a Terra gira é muito antiga, datando pelo menos de Filolau de Crotona (450 a.C.), Heráclides do Ponto (350 a.C.) e Ecfanto, o Pitagórico. Aproximadamente um século antes de Copérnico, o erudito cristão Nicolau de Cusa também propôs que a Terra gira em seu eixo em seu livro Sobre a Ignorância Aprendida (1440). Al-Sijzi também propôs que a Terra gira em seu eixo. A evidência empírica para a rotação da Terra em seu eixo, usando o fenômeno dos cometas, foi dada por Naceradim de Tus (1201-1274) e Ali Cusji (1403-1474).
Esta cosmologia foi aceita por Isaac Newton, Christiaan Huygens e cientistas posteriores. Edmund Halley (1720) e Jean-Philippe de Chéseaux (1744) observaram de forma independente que a suposição de um espaço infinito preenchido uniformemente com estrelas levaria à previsão de que o céu noturno seria tão brilhante quanto o próprio Sol; isto se tornou conhecido como paradoxo de Olbers no século XIX. Newton acreditava que um espaço infinito, uniformemente cheio de matéria, causaria infinitas forças e instabilidades, fazendo com que a matéria fosse esmagada por sua própria gravidade. Esta instabilidade foi esclarecida em 1902 pelo critério de instabilidade de Jeans. Uma solução para esses paradoxos é o Universo Charlier, no qual a matéria é organizada hierarquicamente (sistemas de corpos em órbita que estão orbitando em um sistema maior, ad infinitum) de maneira fractal, de tal modo que o Universo tem uma densidade geral insignificantemente pequena; tal modelo cosmológico também tinha sido proposto anteriormente em 1761 por Johann Heinrich Lambert. Um importante avanço astronômico do século XVIII foi a realização por Thomas Wright, Immanuel Kant e outros.
A era moderna da cosmologia física começou em 1917, quando Albert Einstein aplicou pela primeira vez a sua teoria geral da relatividade para modelar a estrutura e a dinâmica do Universo.